# Manoir de Vains
Le manoir de Vains est une demeure des XVIe, XVIIe – XVIIIe siècle, qui se dresse sur le territoire de la commune française de Vains, dans le département de la Manche en région Normandie.

## Localisation
Le manoir est situé sur le territoire de la commune de Vains, à 800 m à l'est du bourg, dans le département français de la Manche.

## Description

### La chapelle
La chapelle castrale Notre-Dame-du-Vert-Bois qui est située dans la cour du manoir existait déjà au XIVe siècle, près du logis de Robert de Thieuville. C'est le seigneur du lieu qui a le droit de nomination du chapelain et les revenus en étaient les dîmes et les novales levées dans la paroisse de Dangy. Jusqu'à la fin du XIXe siècle, il s'y déroulait une procession ancienne.

## Protection
Le logis, la chapelle et le bâtiment dit corps de garde sont inscrits au titre des monuments historiques par arrêté du 27 décembre 1994.